# Henryk Iwański
Pour les articles homonymes, voir Iwański.
Henryk Iwański (1902-1978) est un lieutenant-colonel de l’Armée polonaise et soldat de l’AK durant la Seconde Guerre mondiale. 
Il commanda l’unité de la résistance qui combattait dans le Ghetto de Varsovie aux côtés de la ZZW. Après la guerre, Henryk et sa femme, Wiktoria, ont été honorés par Yad Vashem pour l’aide apportée aux Juifs comme Justes parmi les nations. 
Une équipe de recherche israélo-polonaise maintient, cependant, que l'histoire d'Iwanski est largement une fabrication. En effet, de nombreux fabulateurs, aussi bien juifs (entre autres Maurice Shainberg, qui, contrairement à ce qu'il affirmait, ne passa pas la guerre dans le ghetto de Varsovie mais en URSS) que non juifs (par exemple Henryk Iwanski, qui prétendait faussement avoir perdu des membres de sa famille dans l'insurrection) ont contribué à déformer l'histoire de l'Union militaire juive,,.